# Kazimierz Gintowt-Dziewiałtowski
Kazimierz Gintowt-Dziewiałtowski (ur. 8 stycznia?/20 stycznia 1892 w Irkucku, zm. 9 grudnia 1936 w Warszawie) – urzędnik samorządowy II Rzeczypospolitej.

## Życiorys

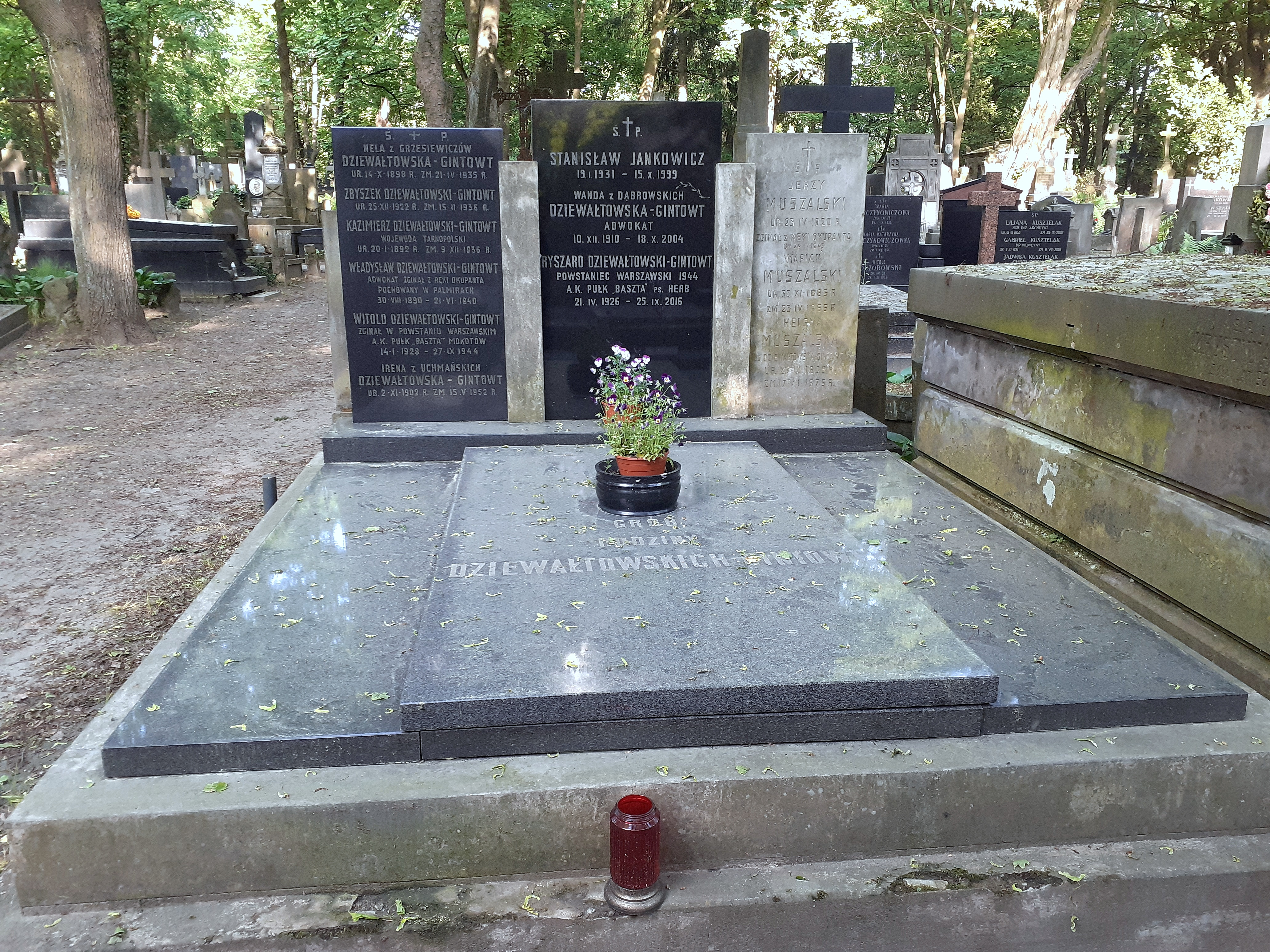
Grobowiec rodzinny Dziewiałtowskich-Gintowt

Kazimierz Gintowt-Dziewiałtowski urodził się 20 stycznia 1892 w Irkucku na Syberii. Syn Stanisława. Miał brata Władysława. Od strony matki był wnukiem powstańca styczniowego z 1863, Kazimierza Jankowskiego. W 1908 ukończył gimnazjum w Irkucku. Od 1908 do 1912 studiował prawo na uniwersytetach w Petersburgu i w Kijowie. W związku ze swoją działalnością polityczną był represjonowany przez władze carskie, a w 1912 zesłany na trzy lata do Tunki na Dalekim Wschodzie Imperium Rosyjskiego.
W trakcie I wojny światowej po rewolucji lutowej 1917 i obaleniu caratu  pełnił funkcję naczelnika Oddziałów Samorządowych przy 9 Armii rosyjskiej w Besarabii. Został organizatorem i członkiem Prezydium I Zjazdu Wojskowych Polaków, współorganizował polskie wojsko na obszarze ukraińskim. Na koniec został szefem zaopatrywania III Korpusu Polski w Rosji, następnie sprawował to stanowisko łącznie dla III i II Korpusu. Po likwidacji korpusów przedostał się do Czelabińska i został członkiem i wiceprezesem Polskiego Komitetu Wojennego na Syberii. Po kapitulacji 5 Dywizji Strzelców Polskich w styczniu 1920 działał na rzecz pomocy wziętym do niewoli żołnierzom polskim. Zagrożony aresztowaniem przedostał się przez Mongolię do Władywostoku, a stamtąd drogą morską do niepodległej Polski. 
Przez kilka miesięcy pracował Ministerstwie Spraw Zagranicznych, a w 1921 został skierowany do Polskiej Komisji Repatriacyjnej. W składzie tej jednostki wyjechał do Moskwy, a później na Syberię, gdzie jako pełnomocnik PKR ofiarnie działał na rzecz wydostania polskich żołnierzy 5 Dywizji z bolszewickim więzień. Następnie został skierowany do Tyflisu, gdzie działał jako pierwszy oficjalny pełnomocnik PKR dla zorganizowania i przeprowadzenia spraw repatriacji i opcji. 
W czerwcu 1924 powrócił do Polski i podjął służbę w administracji państwowej, m.in. pełnił funkcję inspektora administracyjnego w Urzędzie Delegata Rządu w Wilnie. Był jednym z założycieli i 1 lipca 1928 został członkiem zarządu głównego założonego wówczas Związku Sybiraków. Politycznie działał w Bezpartyjnym Bloku Współpracy z Rządem. Pełnił stanowisko wicewojewody wołyńskiego do września 1929, po czym od września 1929 pełnił stanowisko wicewojewody tarnopolskiego, a od 19 stycznia 1935 do 15 lipca 1936 był pełniącym obowiązki wojewody tarnopolskiego. W lipcu odbyło się uroczyste pożegnanie Dziewałtowskiego odchodzącego z urzędu w Tarnopolu. Wcześniej, w marcu 1936 otrzymał awans do IV grupy uposażenia. Do kwietnia 1936 był prezesem okręgu Ligi Obrony Powietrznej i Przeciwgazowej w Tarnopolu (jego następcą został Hipolit Niepokulczycki). Kierował także oddziałami Towarzystwa Rozwoju Ziem Wschodnich i straży pożarnej.
Po opuszczeniu Tarnopola przeszedł do służby w centrali Ministerstwa Spraw Wewnętrznych. W 1936 objął funkcję wicewojewody wileńskiego. Pełniąc ten urząd zmarł nagle 9 grudnia 1936 w wieku 44 lat na atak serca, po tym jak w czasie pobytu służbowego w Warszawie zasłabł na konferencji w biurze Funduszu Pracy. Został pochowany w grobowcu rodzinnym na cmentarzu Powązkowskim w Warszawie (kwatera M-6-1,2).
Jego żoną była Irena (do 1936 pełniła funkcję przewodniczącej Rodziny Urzędniczej w województwie tarnopolskim), z którą miał syna Zbigniewa (ur. 25 grudnia 1922 w Nowonikołajewsku, zm. 15 lutego 1936 w Tarnopolu).

## Publikacje
- Patriotyzm wygnańczy [w:] „Sybirak” Nr 2 (2) / 1934.

## Ordery i odznaczenia
- Krzyż Niepodległości (7 lipca 1931)[23]
- Krzyż Oficerski Orderu Odrodzenia Polski (10 listopada 1928)[24]
- Krzyż Walecznych[2]
- Złoty Krzyż Zasługi (dwukrotnie: 8 września 1925[5], 13 maja 1933[25][26])
- Złota Odznaka Honorowa Ligi Obrony Powietrznej i Przeciwgazowej I stopnia[27]